# Colibri à poitrine violette
Sternoclyta cyanopectus
Genre
Espèce
Statut de conservation UICN

 LC  : Préoccupation mineure
Statut CITES
Le Colibri à poitrine violette (Sternoclyta cyanopectus) unique représentant du genre Sternoclyta, est une espèce de colibris de la sous-famille des Trochilinae et de la tribu des Lampornithini.

## Distribution
Le colibri à poitrine violette est présent au Venezuela.

Carte de répartition de l'espèce